# Spaten-Franziskaner-Bräu

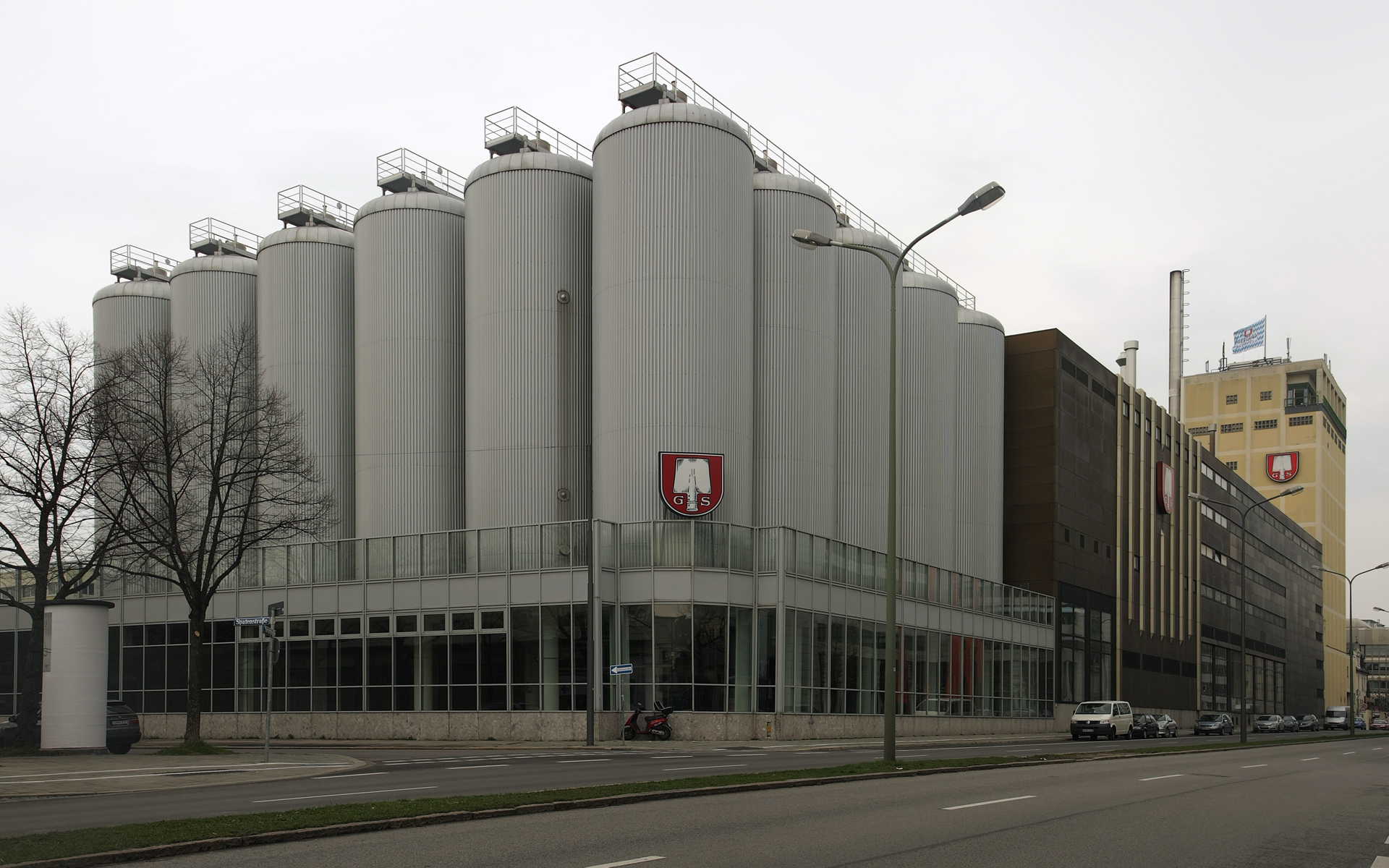
A unidade da cervejaria em Munique

Spaten-Franziskaner-Bräu GmbH é uma tradicional cervejaria de Munique, na Baviera, Alemanha, fundada em 1397. Seus produtos incluem as cervejas de marca Spatenbräu ou Spaten e a Franziskaner. Em 2010, empregava cerca de 500 funcionários, com uma produção anual de aproximadamente 2,4 milhões de hectolitros, sendo assim uma das maiores produtoras da Baviera, atualmente controlada pela AB InBev. No Brasil, a marca Spaten é distribuída pela Ambev, com produção local.